# Charlotte Munch
Charlotte Munch (født 8. juni 1967 i København) er en dansk klinikchef og politiker, der har været medlem af Folketinget siden 1. november 2022, valgt for Danmarksdemokraterne i Københavns Omegns Storkreds. Hun har desuden været medlem af Hvidovre Kommunalbestyrelse siden 2018, oprindeligt valgt for Venstre.
Charlotte Munch er uddannet klinikassistent i 1987 og blomsterdekoratør ved Bering House of Flowers i 1997. Fra 1996 til 2013 var hun selvstændig blomsterdekoratør, mens hun fra 2013-2018 var klinikchef ved Tandlægen.dk Forum Implantatcenter.
Som folkevalgt debuterede hun i 2018 som medlem af Hvidovre Kommunalbestyrelse for Venstre. I august 2022 meddelte hun, at hun forlod partiet til fordel for Danmarksdemokraterne, som dermed fik sit første kommunalbestyrelsesmedlem i Hvidovre. Hun understregede dog, at hun ikke havde ændret holdninger. Ved folketingsvalget 2022 stillede hun op i Gentoftekredsen og i Hvidovrekredsen. Hun blev efter valget sit partis beskæftigelsesordfører og udenrigsordfører.
Fra 2024 har hun været bestyrelsesmedlem i Dansk Institut for Partier og Demokrati.